# Tiina Trutsi
Tiina Trutsi (Haapsalu, 19 febbraio 1994) è una calciatrice estone, centrocampista del Barcelona FA e della nazionale estone.